# Barão de Pirassununga
 (octobre 2022).
Pour les articles homonymes, voir Barao.

Baron de Pirassuunga

Baron de Pirassununga est un titre noble brésilien créé par Pierre II (empereur du Brésil), par décret du 6 décembre 1850 en faveur de Joaquim Henrique de Araújo (1821–1883) - Baron de Pirassuunga  et vicomte de Pirassuunga .
Le titre de baronne de Pirassununga a également été accordé à Luiza Bambina de Araújo Lima, épouse de Joaquim Henrique de Araújo Filho .
Les autres orthographes de Pirassununga sont : Piraçununga  et Pirassinunga  .
|  |